# 2732 ويت
ويت هو الكويكب رقم 2732 الذي تم اكتشافه من قبل عالم الفلك ماكس ولف من مرصد هايدلبرغ وكان ذلك في 19 مارس من عام 1926 في ألمانيا.